# ماری (فیلم ۱۹۸۵)
ماری (انگلیسی: Marie) که با نام ماری: یک داستان واقعی نیز شناخته می‌شود یک فیلم زندگی‌نامه‌ای در ژانر تریلر سیاسی به کارگردانی راجر دونالدسون است که در سال ۱۹۸۵ منتشر شد.

## بازیگران
- سیسی اسپیسک
- جف دانیلز
- کیث سارابایکا
- مورگان فریمن
- فرد تامپسون
- کالین ویلکاکس
- گراهام بکل
- جین پاول
- جان کالم
- لئون ریپی
- تیموتی کارهارت
- استیون هندرسون
- تری ویلسون
- لیسا فاستر